# ان‌جی‌سی ۲۹۸
ان‌جی‌سی ۲۹۸ (انگلیسی: NGC 298) نام یک کهکشان مارپیچی در صورت فلکی نهنگ است.